# Cheumatopsyche mickeli
Cheumatopsyche mickeli is een schietmot uit de familie Hydropsychidae. De soort komt voor in het Nearctisch gebied.